# David Carson

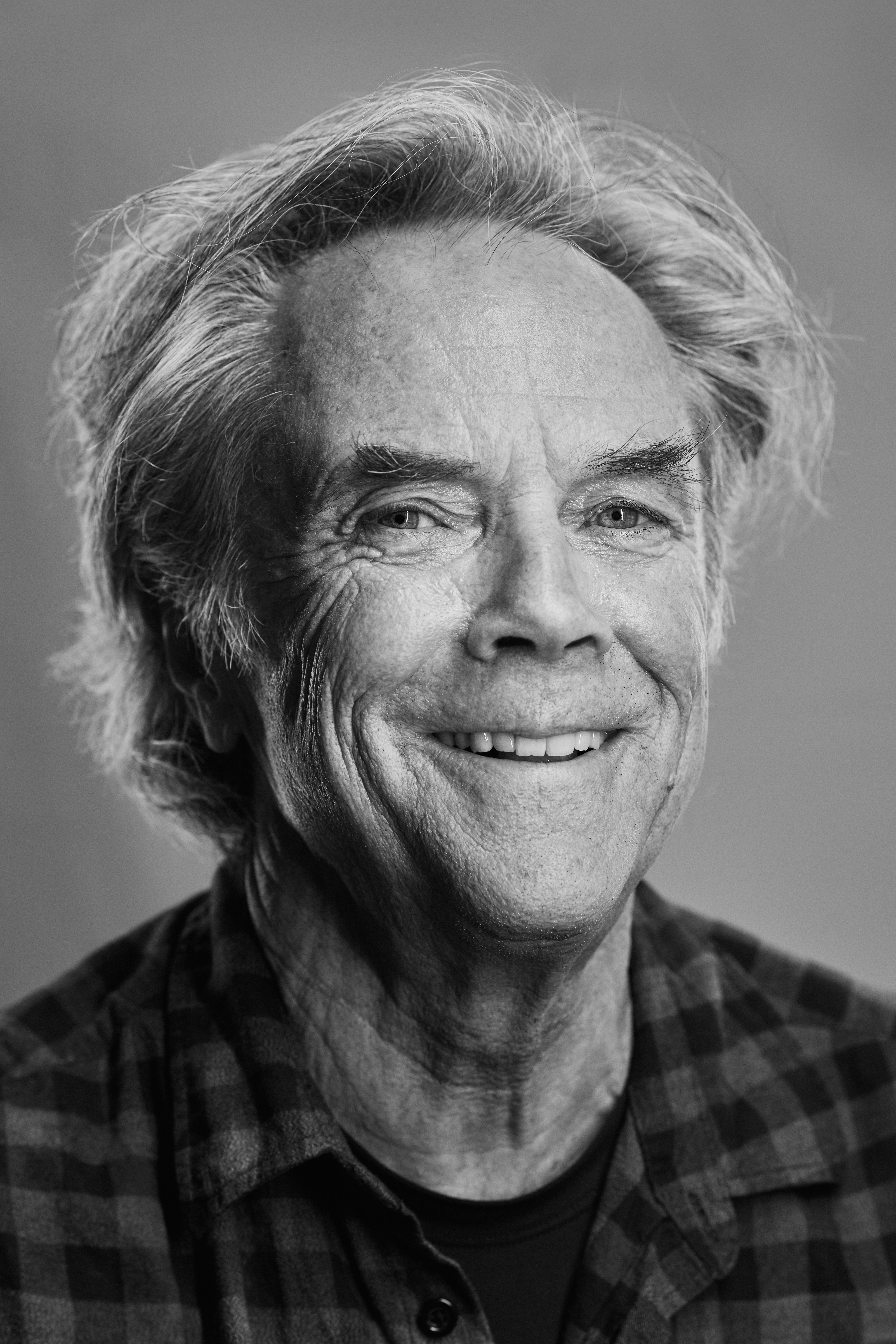
David Carson em Beyond Tellerrand em Düsseldorf, 2019

David Carson (Corpus Christi, 8 de setembro de 1956) é um designer gráfico, diretor de arte e surfista americano.
Nascido no Texas, Estados Unidos, Viveu em diferentes cidades e países na época do colégio e ao final dos anos 70 era um surfista profissional, oitavo do ranking mundial. Formou-se em Sociologia, em 1977, na Universidade do Estado em San Diego, Califórnia.
De 1982 a 1987 lecionou na Torrey Pines High School sociologia, psicologia, economia e história. Em 1983, teve sua primeira aproximação com o Design Gráfico. Aos 26 anos foi cursar na Suíça, mas especificamente na escola Rapperswil, um curso voltado ao design, com duração de apenas três semanas.
A partir daí, influenciado pelo designer Hans-Rudolph Lutz, começou a participar na parte gráfica de uma pequena revista de surfe e a partir de 1983 até 1987 passou a trabalhar na edição da revista Transworld Skateboarding, o que lhe deu experiência a atuar nesta área que já lhe despertou a sua curiosidade e na qual ele demonstrou, posteriormente, seu talento. Em 1988 foi o responsável gráfico pela revista Musician. Após isto ele foi contratado como free-lancer para fazer um catálogo anual de moda da Surfer Publications e assim conheceu o editor Neil Feineman, com quem redirecionou tal projeto, mudando sua periodicidade, agregando assuntos e conceitos e então passaram a chamar a publicação de Beach Culture, da qual de 1989 até 1991 foi o diretor de arte. Este foi seu primeiro grande laboratório de experiências, e que “teve um dos mais inovadores projeto gráfico e editorial da época”.  (CONSOLO, 2002, p. 60).
Tal projeto teve apenas seis edições, mas devido sua imensa criatividade, fora convidado pelos editores da Surfer Publications a redesenhar o projeto gráfico de sua mais importante publicação a Surfer, revista que tinha 33 anos de circulação, mas possuía um design formal e típico dos anos 70. Ficou na Surfer entre 1991 e 1992 e ganhou cerca de 150 prêmios, dentre eles o “Best Overall Design”. Atraiu pela sua criatividade e inovação a atenção de Marvin Scott Jarret (diretor e criador da revista de música alternativa Ray Gun) que o contratou em 1992, como diretor de arte de sua publicação. A revista Ray Gun após três anos sendo editorada por Carson triplicou suas vendas e isso atraiu ainda mais atenção para sua figura que começou a fazer consultoria de design para clientes como Burton Snowboard e músicos como Prince e David Byrne.
Em 1994 passou a dirigir comerciais de TV para anunciantes de peso como Coca-Cola, Levi Strauus & Co., Ryder Trucks Em 1995, escreve seu primeiro livro “The End of Print: The Graphic Design of David Carson”. Foi a primeira coleção do seu trabalho como designer. Em 1996, Carson larga a direção de arte da Ray Gun e passa a dedicar-se à fama alcançada. Abre seu escritório de Design próprio o David Carson’s design, com escritórios espalhados, em Nova York e San Diego por exemplo. Em 1999 e em 2003 voltou a publicar três livros: 2nd Sight, Fotografiks e Trek.  Aqui ele já definitivamente “levantou voo” e gigantes como a Nike Inc., o Citibank, AmEx, a General Motors, entre outros, o solicitam para anúncios, reformulação de marca e todo tipo de design necessário. Até a brasileira revista Trip teve sua reformulação proposta pelo mesmo.
Atualmente possui além de seus escritórios nos EUA, um escritório em Zurique, na Suíça e é considerado um dos mais influentes designers da atualidade. Palestrante, designer, ainda surfista, Carson continua trabalhando em projetos editoriais, televisivos, dentre outros, só não se dedica (e nem gosta) ao webdesign. O próprio defende: “Acho que, em relação ao design gráfico, o webdesign perde muito de sua força, fica confuso, não segue uma direção muito clara. Além disso, perde-se uma considerável energia no processo, conduzido por softwares mal resolvidos, que coíbem a liberdade de implementar elementos na página, por conta de caixas invisíveis!” e ao ser questionado se não teme perder espaço pela inserção da internet na vida moderna, por não se dedicar a este “tipo” de design ele rebate: “Não vou fazer webdesign porque todos fazem, isso não me dá prazer. Só navego para ver um site específico, e não entendo como as pessoas podem ficar em frente a uma tela procurando por nada! Eu não posso me dar a esse luxo, nem tenho paciência”. O designer fez e ainda faz inúmeras viagens, para o trabalho e para o surfe, o que lhe dá ainda mais “noção de mundo”. Segundo ele:, “para ser bom designer, no entanto, não é necessário rodar o mundo, mas ter no mínimo variadas experiências de vida”.